# ثغرة الشرح
ثغرة الشرح (أو الفجوة التفسيرية Explanatory gap) هو مصطلح فلسفي طرحه أول مرة الفيلسوف جوزيف ليفاين Joseph Levine كتعبير عن مدى الصعوبة التي تلاقيها النظريات المادية الطبيعية في مجال فلسفة العقل لإيجاد تفسير كيف يمكن للخصائص الفيزيائية المادية أن تولّد الشعور والإحساس عندما يعايشها الإنسان.
ورد هذا المصطلح في ورقة بحثية نشرها ليفاين سنة 1983 بعنوان {المادية والكيفيات المحسوسة: ثغرة الشرح}، وكمثال لشرح ذلك أورد ليفاين التعبير التالي: « إن الألم هو عبارة عن سيالات تنتقل عبر ألياف عصبية؛ تلك العبارة قد تكون صحيحة من المفهوم الفسيولوجي، ولكنها لا توفر لنا تفسيراً حول الشعور بمقدار الألم.»
لقي استخدام هذا المصطلح العديد من الانتقادات من قبل الفلاسفة وباحثي الذكاء الاصطناعي، وبرزت آراء أن الهدف هو إيجاد طرق لسد هذه الثغرة، وذلك بالبحث عن تفسيرات لآليات مقنعة حول الكيفيات المحسوسة، وهذه المسألة ليست بالسهلة، وتعرف باسم «مسألة الوعي الصعبة» والتي طرحها ديفيد تشالمرز.
إن طبيعة (ثغرة الشرح) كان موضع نقاش لعدة عقود تلت منذ أن طرحه ليفاين لأول مرة، على سبيل المثال، يعتبره البعض أنه ببساطة حد لمدى إمكانية الشرح الحالية، وأن المستقبل سيكشف أموراً توضح ما هو شائك الآن، في حين أن البعض الآخر كان أكثر تشدداً ورأوا أن تلك الثغرة لا يمكن سدها، وأنها حد نهائي لمدى الإمكانيات المعرفية لبني البشر، وذلك بغض النظر عن كمية المعلومات المستقبلية. ولا يوجد إجماع فيما يخص النتيجة الميتافيزيقية التي تقوم ثغرة الشرح بتقديمها، إذ أن أولئك الذين يتمنون وجود تلك الثغرة ليدعموا مذهب المثنوية كانوا قد تبنوا الرأي أن ثغرة العلوم الاستعرافية ستتضمن بالضرورة ثغرة ميتافيزيقية.

## اقرأ أيضاً
- السببية
- الوعي
- مسألة العقل - الجسد